# Gunnar Theander
Gunnar Karl Emanuel Theander (9. august 1894 i Nybro, Kalmar län i Sverige – 25. november 1975 i Slangerup) var en dansk/svensk maler og glaskunstner. Han har blandt andet lavet den store fresko i I festsalen, "Theandersalen", på Stora Hotellet i Nybro og altertavlen i Nybro Kirke.

## Biografi
Gunnar Theander viste tidligt talent for at tegne og male og blev som 14-årig ansat som lærling på et litografisk trykkeri i Kalmar hvor han som 17 årig i 1911 havde sin første udstilling. Theander videreuddannede sig i Stockholm og på Wilhelmssons malerskole. Han blev gift med den danske kunstner Rigmor Grundtvig, og efter en årrække i udlandet slog parret sig ned i Danmark.

## Værker
- Freskomaleri i "Theandersalen" på Stora Hotellet i Nybro.
- Kirkevinduer i Madesjö kirke 1935, Höörs kirke 1936, Glostorps kirke 1955. Västra Skrävlinge kirke og Gustav Adolfs kirke i Helsingborg
- Altertavlor i Nybro kirke 1932, Emmaboda kirke 1934 og Nybro Missionskirke 1948, Limhamns kirke i Malmö

## Reference
- "Gunnar Theander" i kunstnerleksikonet amanda